# タ・トゥ・タオ

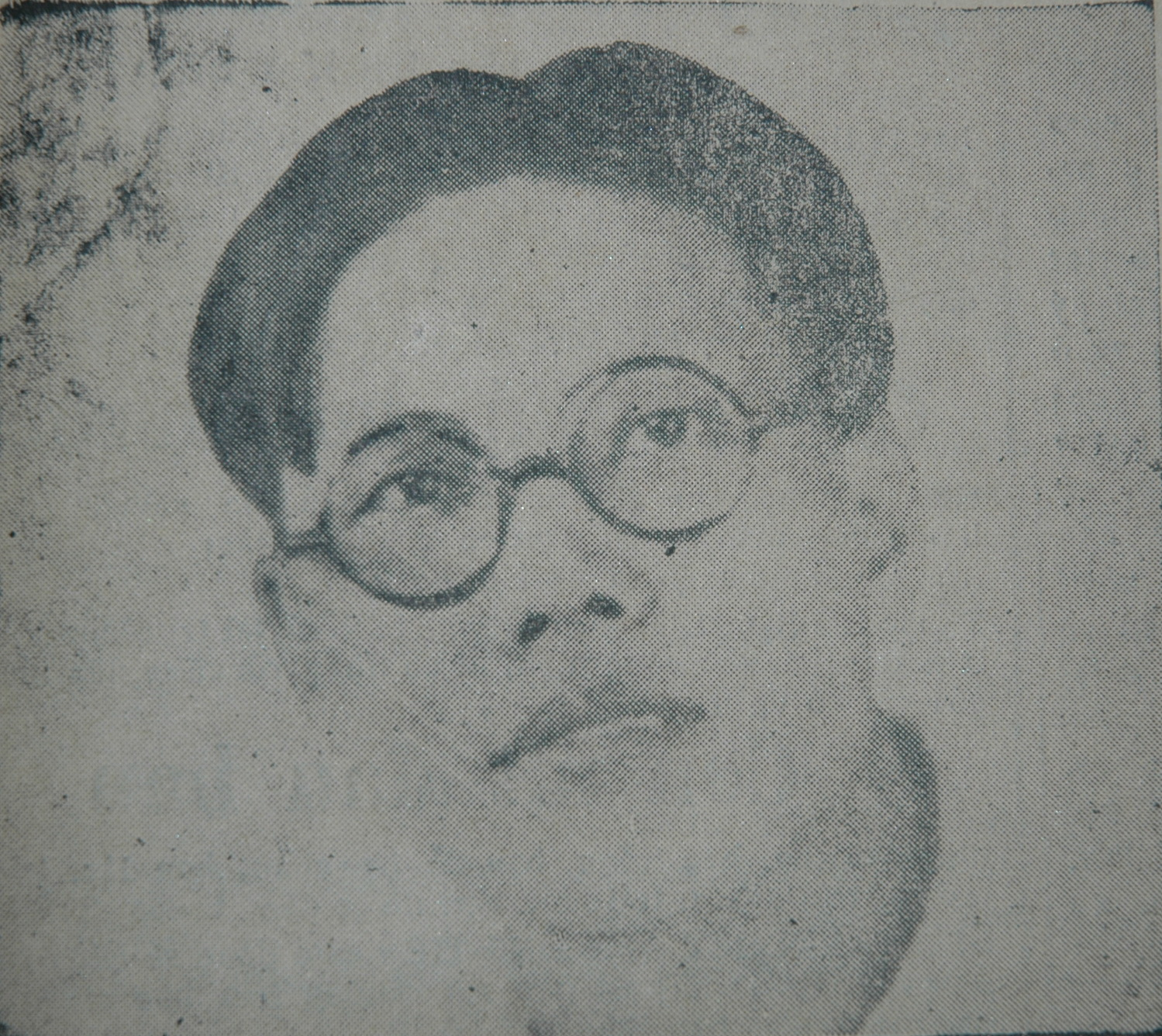
タ・トゥ・タオ

タ・トゥ・タオ（ベトナム語：Tạ Thu Thâu、漢字：謝秋收、1906年5月5日 - 1945年）は、ベトナムのトロツキスト。

## 人物
サイゴン（現ホーチミン市タンビン区）の小村落に貧しい大工の息子として生まれ、1927年からフランスで大学教育を受けた。1930年5月22日、タオはパリのエリゼ宮前で、ベトナムのイエンバイ省で起きた反乱の鎮圧に抗議するデモに参加して逮捕され、ベトナムに帰国した。
当時、ベトナムではトロツキズムを標榜するいくつかの団体が存在したが、1931年5月にこれらのグループは共産主義者同盟に統合され、タオはその中でもっとも優秀な指導者と目されていた。1933年には、サイゴン地方議会の選挙でトロツキストとスターリニストの候補が最大票を獲得した。結果的にこの結果はフランス植民地当局によって破棄されたものの、ベトナムにおける革命派の躍進が明らかになった。
1939年、独ソ不可侵条約締結直後にベトナムのトロツキストとスターリニストは当局による大弾圧を受け、共産主義運動は非合法化されてタオはコンダオ諸島の刑務所に収監された。1945年にタオは釈放されたが、直後に行方不明となった。現在では、ベトミンのスターリニストによって殺害されたと考えられている。